# 윤규혁
윤규혁(尹圭赫, 1948년 10월 28일 ~ , 경남 창원)은 대한민국의 공무원이며 예비역 대한민국 육군 중령 출신이다.

## 학력
- 마산고등학교 졸업
- 육군사관학교 27기 문학사
- 육군보병학교 졸업

## 경력
- 1984년 : 육군 중령 예편
- 1999년 : 강원지방병무청장
- 1999년 : 대구경북지방병무청장
- 1999년 : 병무청 징모국장
- 2002년 : 서울지방병무청장
- 2004년 : 병무청 차장
- 2005년 : 병무청장

| 전임 오인성 | 제22대 병무청 차장 2004년 4월 13일 ~ 2005년 1월 21일 | 후임 신상철 |

| 전임 김두성 | 제18대 병무청장 2005년 1월 21일 ~ 2006년 8월 8일 | 후임 강광석 |